# Dream Express
Dream Express (ドリームエクスプレス?) è un brano musicale del gruppo musicale giapponese Flow pubblicato il 18 settembre 2003 come loro secondo singolo. Il singolo ha raggiunto la nona posizione della classifica Oricon dei singoli più venduti in Giappone, vendendo 37 760 copie.

## Tracce
CD singolo KSCL-902
1. Dream Express (ドリームエクスプレス)
2. Saiken (再見)
3. ATTACK 26

Durata totale: 9:58

## Classifiche
| Classifica (2003) | Posizione massima |
| ----------------- | ----------------- |
| Giappone (Oricon) | 9                 |